# Hadennia purifascia
Hadennia purifascia är en fjärilsart som beskrevs av Louis Beethoven Prout 1932. Hadennia purifascia ingår i släktet Hadennia och familjen nattflyn. Inga underarter finns listade i Catalogue of Life.